# マチス教育システム
株式会社マチス教育システムは、CAD、Web事業からDTP、ITビジネスについて全164コース、現役社会人や学生、主婦を対象とするパソコンスクール「マチスアカデミー」を運営する日本の会社。パソコンスクールをはじめオンライン通信教育や有料職業紹介業、Web制作事業なども展開する。
オンライン通信教育では保育士、簿記検定、電気通信主任技術者試験などの実務資格取得を目指す講座を開講。その他パソコン履修と情報関連資格取得、中国語、ビジネスマナー講座など。

## 会社概要

### 所在地
- 東京都千代田区神田須田町（本社）
- 営業所(マチスアカデミー)
  - 東京秋葉原校
  - 山梨甲府校
  - マチスWebクリエイト（山梨、ホームページ制作セクション　WEBコンサルティングも）
  - マチスWebクリエイト東京

現在は2校。かつては東京池袋をはじめ、首都圏を中心に十数箇所でスクールを展開していた。

### 沿革
- 1990年　パソコンスクールマチスアカデミー設立・開校
- 1998年　人材紹介事業部「マチスキャリアサポート」開設
- 2002年　eラーニングの「NETカレッジ」を開始
- 2002年　Web制作事業部「マチスWebクリエイト」を開設
- 2003年　オンライン通信教育「PCライブ」開始
- 2004年　法人向けの研修サービスを開始